# Finn Thiesen

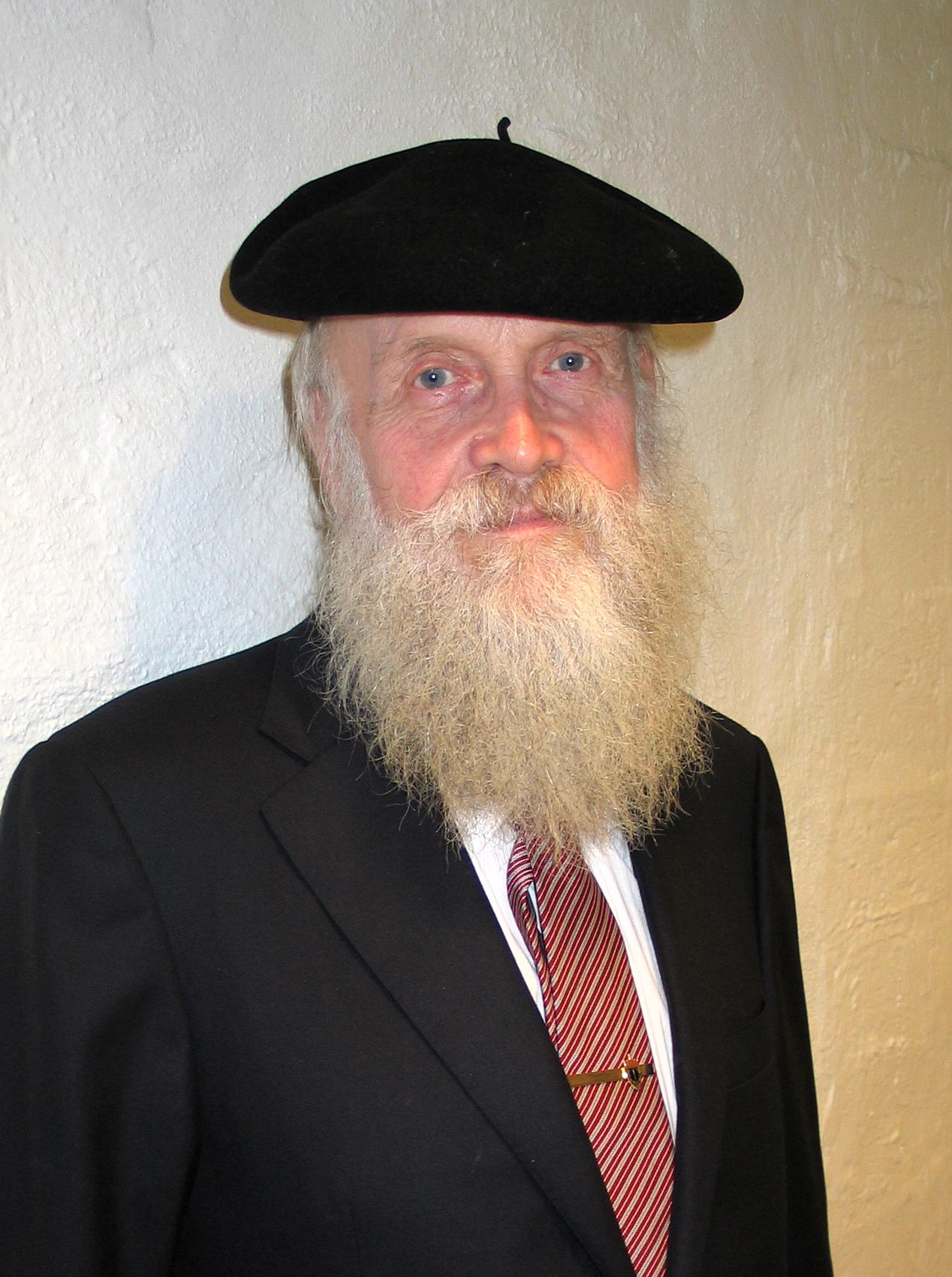
Finn Thiesen i september 2011

Finn Vilhelm Thiesen, född 4 augusti 1941 i Kongens Lyngby utanför Köpenhamn, är en dansk språkvetare, iranist och tidigare docent i persiska vid Oslo universitet. Finn Thiesen behärskar ett tiotal levande språk, däribland persiska, hindi och urdu, och är dessutom specialist på forngrekiska, medelpersiska och sanskrit. Han är en av vår tids främsta kännare av den persiske poeten Hafiz och kan recitera hela dennes Diwan (lyriksamling) utantill.
Finn Thiesen var bosatt i Teheran, Iran, åren 1977–1979 då han läste persisk litteratur vid Teherans universitet.